# Edvininpolun Puisto
Le parc du sentier d'Edvin (finnois : Edvininpolun puisto) est un parc du quartier Asevelikylä de Vaasa en Finlande.

## Présentation
Le parc Edvininpolku est une zone de forêt naturelle et de conifères, où 150 œuvres d'art brut de l'artiste Edvin Hevonkoski sont placées le long du parcours périphérique.
Les œuvres sont faits en bois, en ferraille et en matériaux recyclés. 
Les premiers travaux ont été érigés en 1983.
Il y a aussi un village sur l'histoire de la guerre, qui comprend plusieurs bâtiments.